# Bof
Bof (parotitis epidemica, ook wel dikoor genoemd) is een meestal onschuldige virale kinderziekte die wordt veroorzaakt door een paramyxovirus behorende tot het geslacht orthorubulavirus.

## Kenmerken
De ziekte wordt overgedragen via de lucht of speeksel en heeft een incubatietijd van 14 tot 21 dagen. Klinisch is de parotitis met de zwelling van de grote speekselklier het meest in het oog springend. De wang kan hierdoor flink dik worden. Het is pijnlijk om te eten en om te slikken.
Tijdens de kindertijd is de infectie vaak subklinisch (30% van de kinderen heeft geen enkel symptoom) of is er slechts sprake van een bovensteluchtweginfectie. Deze kinderen zijn wel besmettelijk voor anderen.

## Complicaties
De bof kan leiden tot de volgende complicaties:
- hersenvliesontsteking (meningitis)
- hersenontsteking (encefalitis)
- ontsteking van de eileider (salpingitis)
- ontsteking van de testikel (orchitis)
- ontsteking van de alvleesklier (pancreatitis).
- blindheid
- doofheid

Bij kinderen wordt meningitis in 0,4-1,0% van de gevallen gezien. De andere complicaties treden zelden op. De prognose van de complicaties is gunstig.

### Onvruchtbaarheid
Wanneer iemand na de kindertijd de bof krijgt, heeft hij of zij een hogere kans op complicaties.
25% van de mannen die na de puberteit de bof krijgen, krijgt last van teelbalontsteking (orchitis). Hierbij kan er onvruchtbaarheid ontstaan, maar dit is uiterst zeldzaam, ook al omdat het doorgaans een eenzijdige orchitis betreft; bij een op de zes patiënten raken beide zaadleiders ontstoken en zelfs dan leidt het zelden tot steriliteit. In grote onderzoeken van steriele mannen komt bof ook nauwelijks als onderliggende oorzaak naar voren.

## Vaccinatie
De bof kwam veel als kinderziekte in Nederland voor totdat in 1987 het BMR-vaccin (bof, mazelen en rodehond) werd geïntroduceerd. In Nederland krijgen kinderen deze vaccinatie binnen het rijksvaccinatieprogramma aangeboden op de leeftijd van 14 maanden en nogmaals met 9 jaar door de jeugdgezondheidszorg. In België wordt de eerste BMR gegeven met 14 maanden en de tweede BMR bij kinderen van 10-13 jaar. De tweede vaccinatie wordt gegeven omdat bij een klein deel (ca. 4-10%) na 1 vaccinatie nog onvoldoende antilichamen tegen de bof worden aangemaakt en om de kans op een goede bescherming te vergroten. Het tweede vaccinatiemoment geeft kinderen die de eerste keer niet zijn geweest een tweede mogelijkheid, naast dat een eventueel gemiste vaccinatie op een later moment op eigen verzoek mag worden ingehaald. De vaccinatie geeft bij veel mensen een minder goede immuunrespons dan de natuurlijke bofinfectie, maar is meer dan voldoende om epidemieën te voorkomen met alle nadelen die daar bij horen.

## Epidemie
In 2008 trad een bof-epidemie op in de Nederlandse Bijbelgordel, waar minder mensen gevaccineerd zijn tegen bof. Een deel van deze patiënten had wel beide vaccinaties tegen bof ontvangen, maar het vaccin bood geen volledige bescherming. De omvang van de epidemie bleef onduidelijk, omdat artsen geen meldingsplicht hadden voor kinderen met de bof. Vanaf 1 december 2008 geldt in Nederland wel een meldplicht voor de bof. Dit houdt verband met de invoering van de nieuwe Wet publieke gezondheid op 1 december 2008.